# Škoda 1203 (hračka)

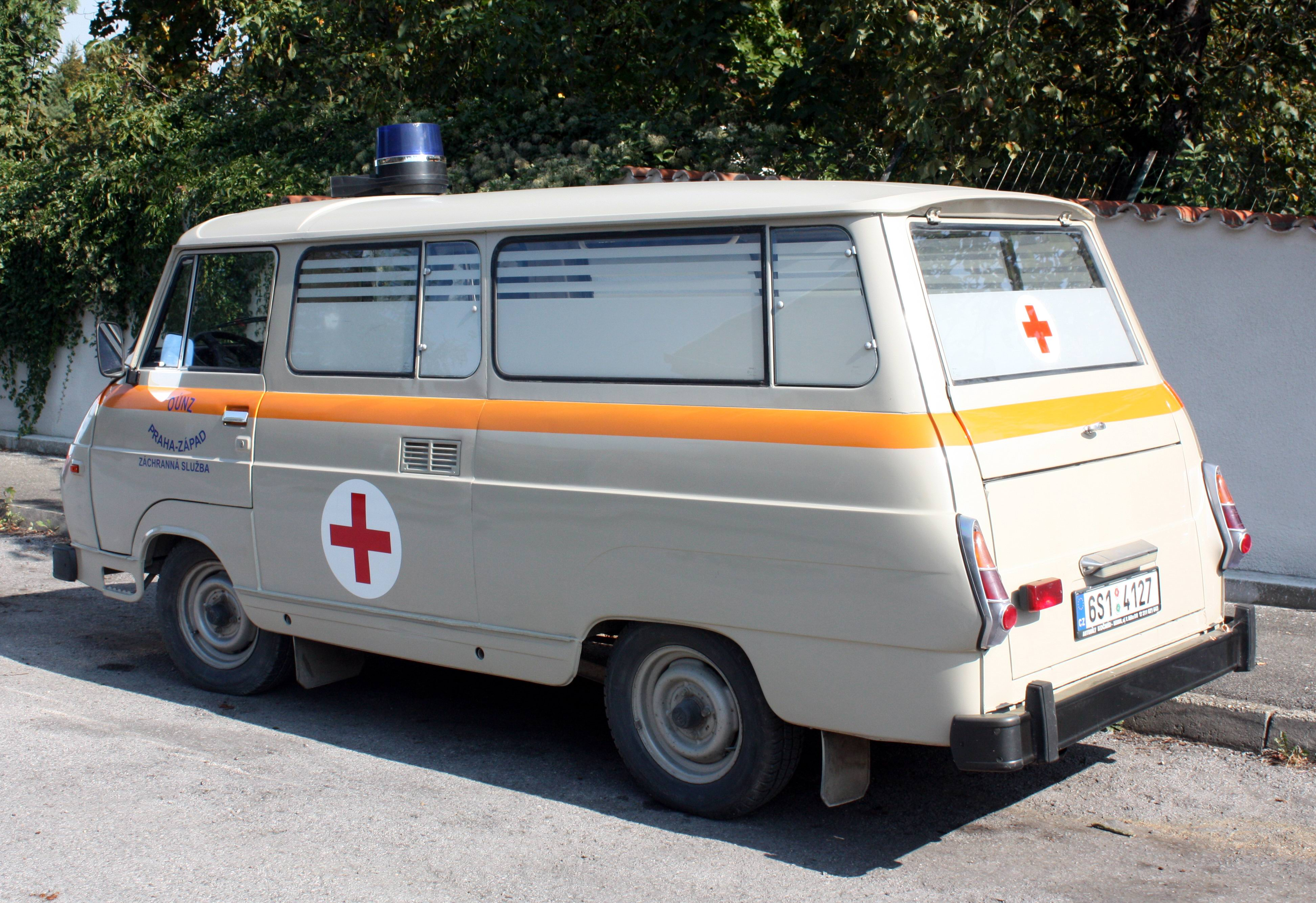
Předlohou hračce byl reálný automobil

Škoda 1203 je československá plastová dětská hračka, kterou vyráběl podnik Kaden z Náchoda. Inspiroval se při tom stejnojmenným reálným automobilem. Její první kusy se na trhu objevily roku 1971, kdy výroba začínala modelem sanitního vozu majícího chromované nárazníky spolu s maskou, aby co nejvěrněji odpovídal reálné předloze. S ohledem na zájem, jaký o autíčko mezi nakupujícími panoval, rozšířil podnik výrobu i o civilní verzi tohoto vozidla a posléze též o valník s plachtou, obojí vyráběné v různých barevných provedeních. Sanitka byla pouze světle béžová, ale ostatní modely se vyskytovaly v šedivém, bílém, zeleném, žlutém, oranžovém či červeném a modrém zbarvení. V závěru produkce se vyráběly hračky pouze v oranžovém, žlutém, modrém a červeném barevném provedení, kterou již ale měly pouze valníky dodávané pouze bez plachty.
Vedle sanitky a civilní verze se hračka vyráběla i ve verzi SPOJE, která měla modrou barvu, dále ve žluté coby VB (Veřejná bezpečnost), bílá jako policie a také v červené barvě s písmeny PO (od Požární ochrana). Autíčka měla otevírací dveře na zádi, jimiž bylo možné vyndat rezervní kolo. Sanitka navíc disponovala lehátkem a dvěma sedačkami. Postupem času dostal model nový maják včetně houkačky. Navíc byla modernizována a přemístěna anténa. Zatímco u původního modelu se nacházela při levém okraji ve směru jízdy, po modernizaci se nacházela vpravo. Další vývojový posun proběhl u státní poznávací značky, když začínaly modely s označením „KDN 71“, jež později vystřídala podoba „NAA–19–71“.